# Salina Cruz

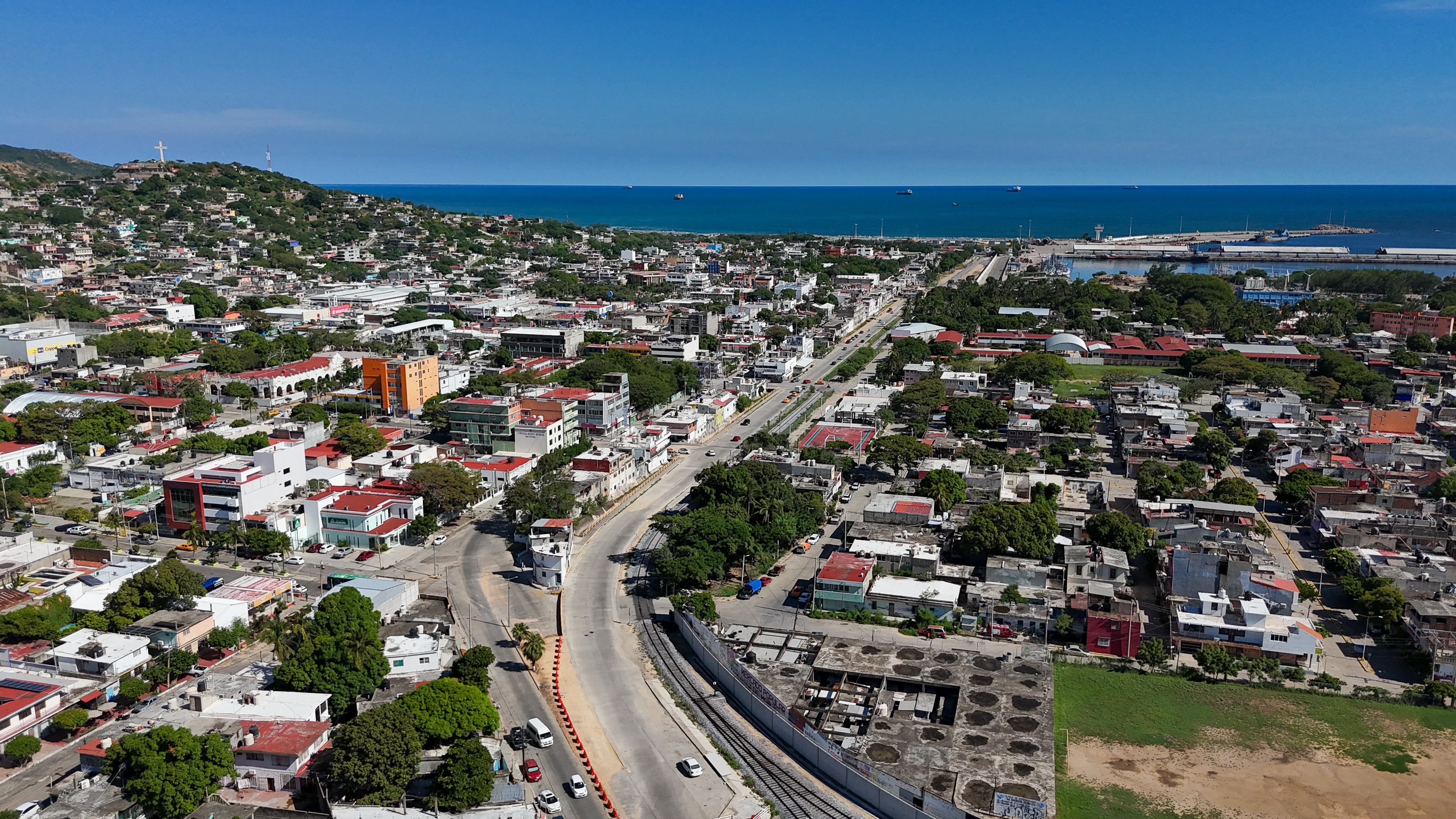
Vista aérea de Salina Cruz, Oaxaca, México.

Salina Cruz é uma cidade portuária do estado de Oaxaca, no sudeste do México. Localizada no Golfo de Tehuantepec, a cidade possui uma refinaria, estaleiro naval e várias minas de sal. É um dos 10 maiores portos do México.